# ۵۸۷ (خورشیدی)
۵۸۷ پانصد و هشتاد و هفتمین سال هجری خورشیدی است.